# ميخائيل فاريس
ميخائيل فاريس (بالإنجليزية: Michael Farris)‏ هو محامي أمريكي، ولد في 27 أغسطس 1951 في سبوكين في الولايات المتحدة.

## وصلات خارجية
- ميخائيل فاريس على موقع إن إن دي بي (الإنجليزية)